# Heinrich Blume

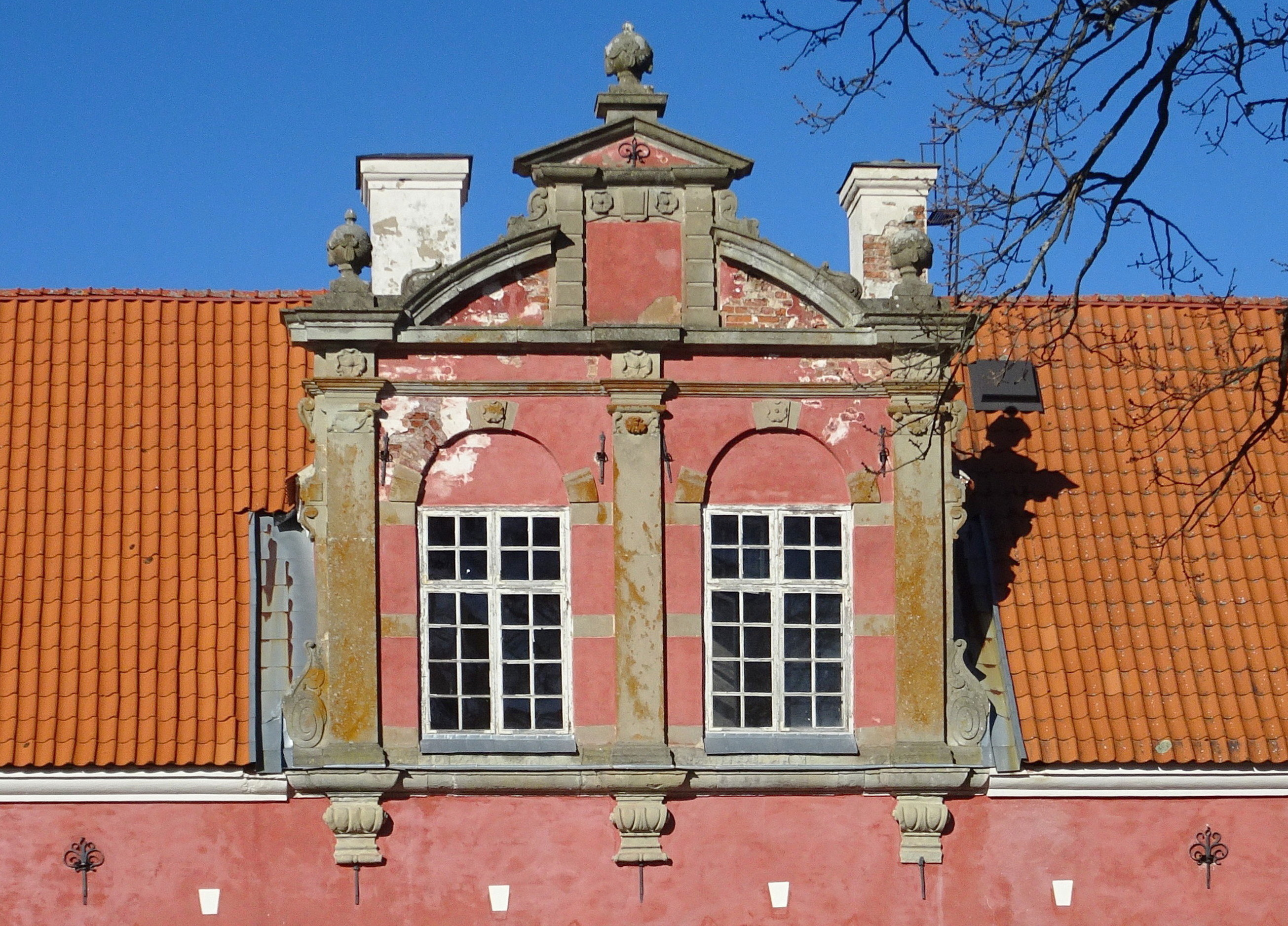
Frontespisen på Fiholms slotts norra flygel.

Heinrich Blume, död 1648, var en tysk-svensk bild- och stenhuggare.

## Biografi
Blume föddes i Bremen och kom till Sverige 1621. Blume var verksam i Sverige vid Axel Oxenstiernas slottsbyggen på Tidö och Fiholms slott under 1630- och 1640-talen. På 1640-talet var han anställd vid Tidö slottsbygge. Vid Tidö slott leder portalen in till borggården. Den betraktas som en av de finaste arkitektoniska skulpturer vi har i Sverige från 1600-talet. Valvet flankeras av kolonner i sandsten och ett rikt skulpterat krön med Oxenstiernska vapnet och Bååtska vapnet. Portalen är huggen av stenhuggare Heinrich Blume kring 1640. Heinrich Blume har även gjort dubbeltrappan, som obelisksmyckad, och huvudportalen på innergården. 
Vidare var han verksam vid uppförandet av Lewenhaupt-Kruusska palatset vid Svartmangatan 6 i Stockholm, det som idag heter Mäster Olofsgården. Portalen vid Mäster Olofsgården byggdes av makarna Karl Mauritz Lewenhaupt och Anna Maria Cruus till det hus hon ärvt efter sin morfar, riksskattmästaren Jesper Mattsson Cruus. Portalen, som skulpterades av Heinrich Blume, har två lejon högst upp på var sin sandstenpilaster. Mellan lejonen finns Levenhauptska vapenskölden till vänster och den Cruuska till höger.
I Sankt Jakobs kyrka i Stockholm var han också verksam, där han skulpterade den norra portalen. Han utförde även arbeten i Jäders kyrka och i Tyresö kyrka. Under 1600-talet lät Axel Oxenstierna bygga om Jäders kyrka i flera etapper och den blev hans egen begravningskyrka. Ett nytt kor byggdes 1641–1643. Heinrich Blume utförde även sarkofager, epitafier och praktspisar.
På Venngarns slott utförde han bland annat öppna spisar, så kallade praktspisar. Den öppna spisen i förmaket i östra flygeln är praktfullt skulpterad och målad av stenskulptören Heinrich Blume. Likaså är den öppna spisen i gemaket (i den förutvarande sängkammaren) i östra flygeln också praktfullt skulpterad och målad av Heinrich Blume och den är klädd i röd och grå marmor.
Ett flertal stenportaler i Stockholm tillskrivs honom.
Släkten Blume (Blum, Blom) var en tysk arkitekt- och bildhuggarfamilj, som var verksam i Sverige under 1600-talet. Heinrich Blume var släktens mest betydande medlem. Några av medlemmarna i bildhuggarfamiljen var Christian Blume, som arbetade på det Gustavianska gravkoret i Riddarholmskyrkan samt på det Funckska huset, n:o 53 vid Kornhamnstorg, Diedrich Blume (död 1664), verksam vid Drottningholms slottsbygge samt Gerth Blume (död 1664 i Stockholm), även han arbetade på det Funckska huset.

## Bilder

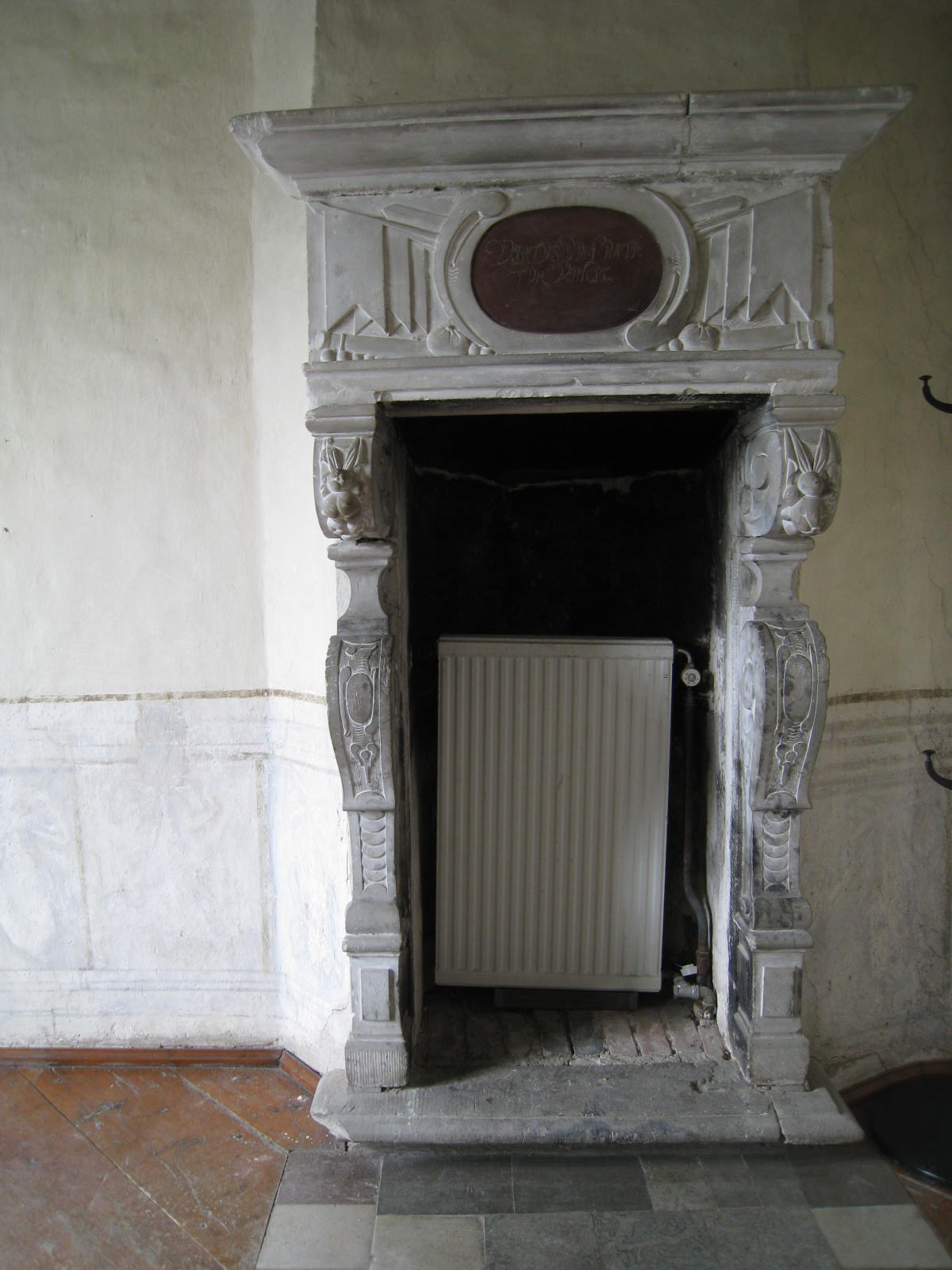
Venngarns slott, praktspisen i förmaket i östra flygeln är praktfullt skulpterad och målad.
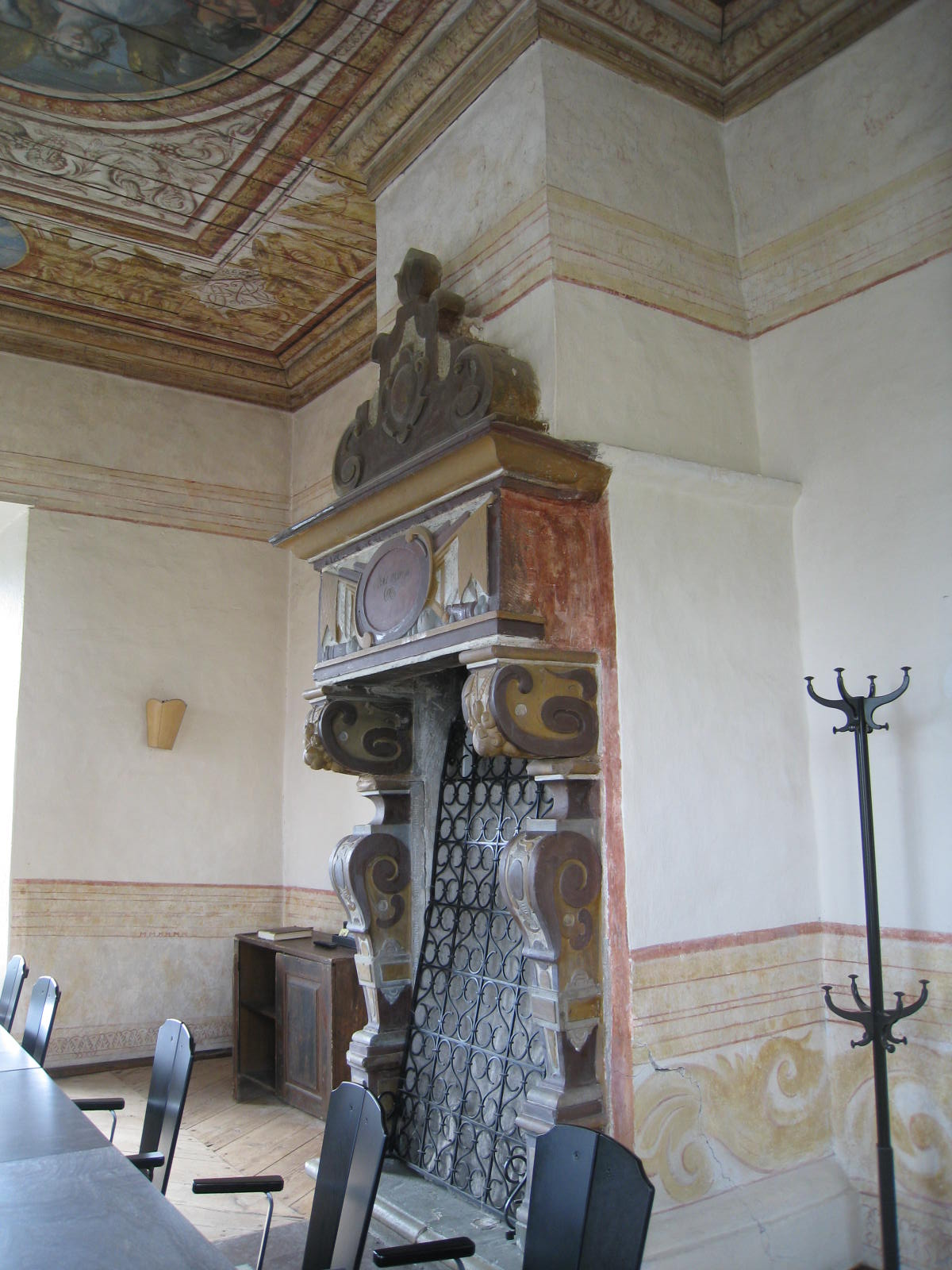
Venngarns slott, praktspisen är klädd i röd och grå marmor och finns i gemaket i östra flygeln.
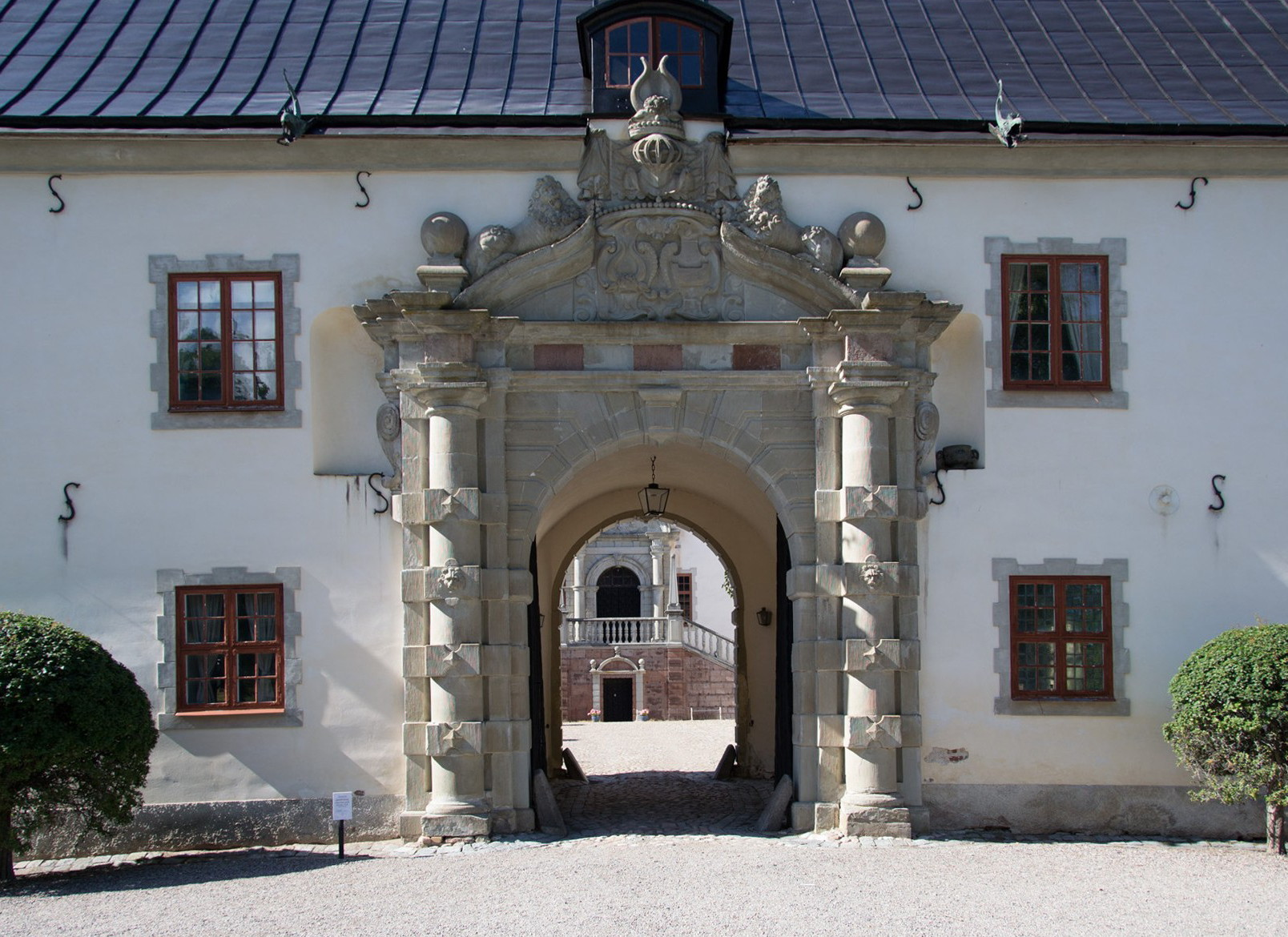
Tidö slott, sandstensportalen.
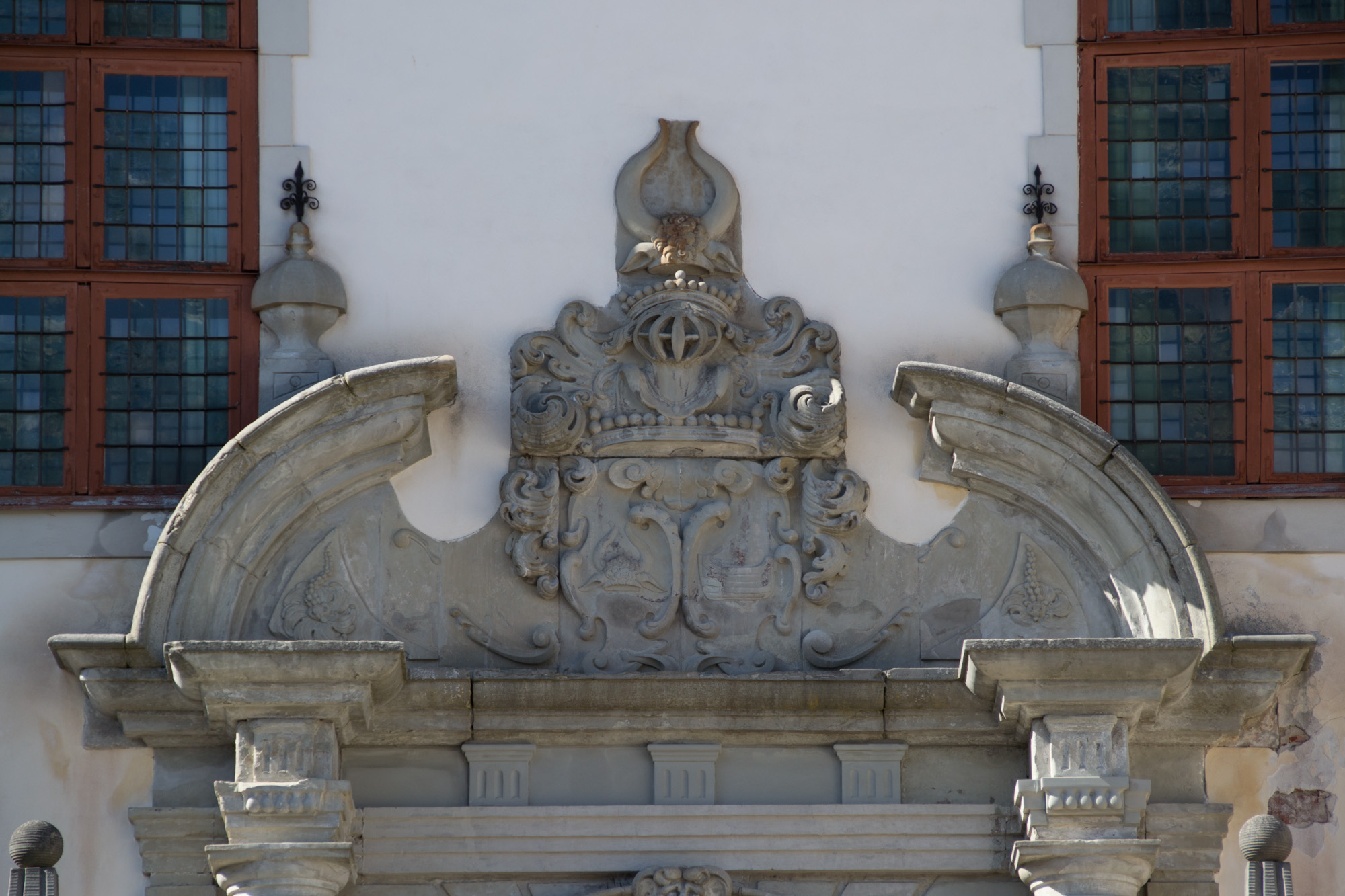
Tidö slott, detalj av portalen med det rikt skulpterade krönet med Oxenstiernska vapnet och Bååtska vapnet.
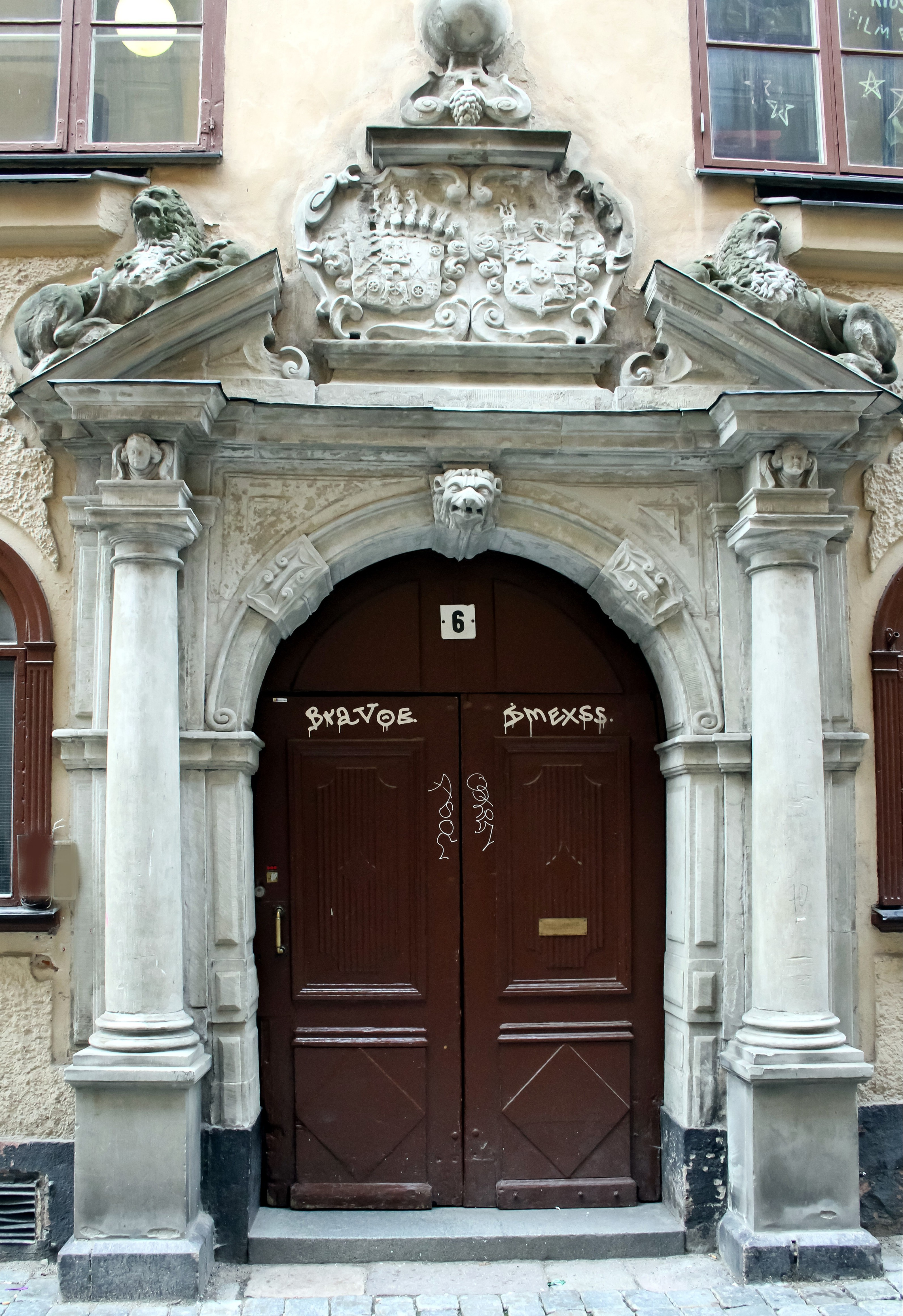
Portalen vid Mäster Olofsgården på Svartmangatan 6 i Gamla stan.
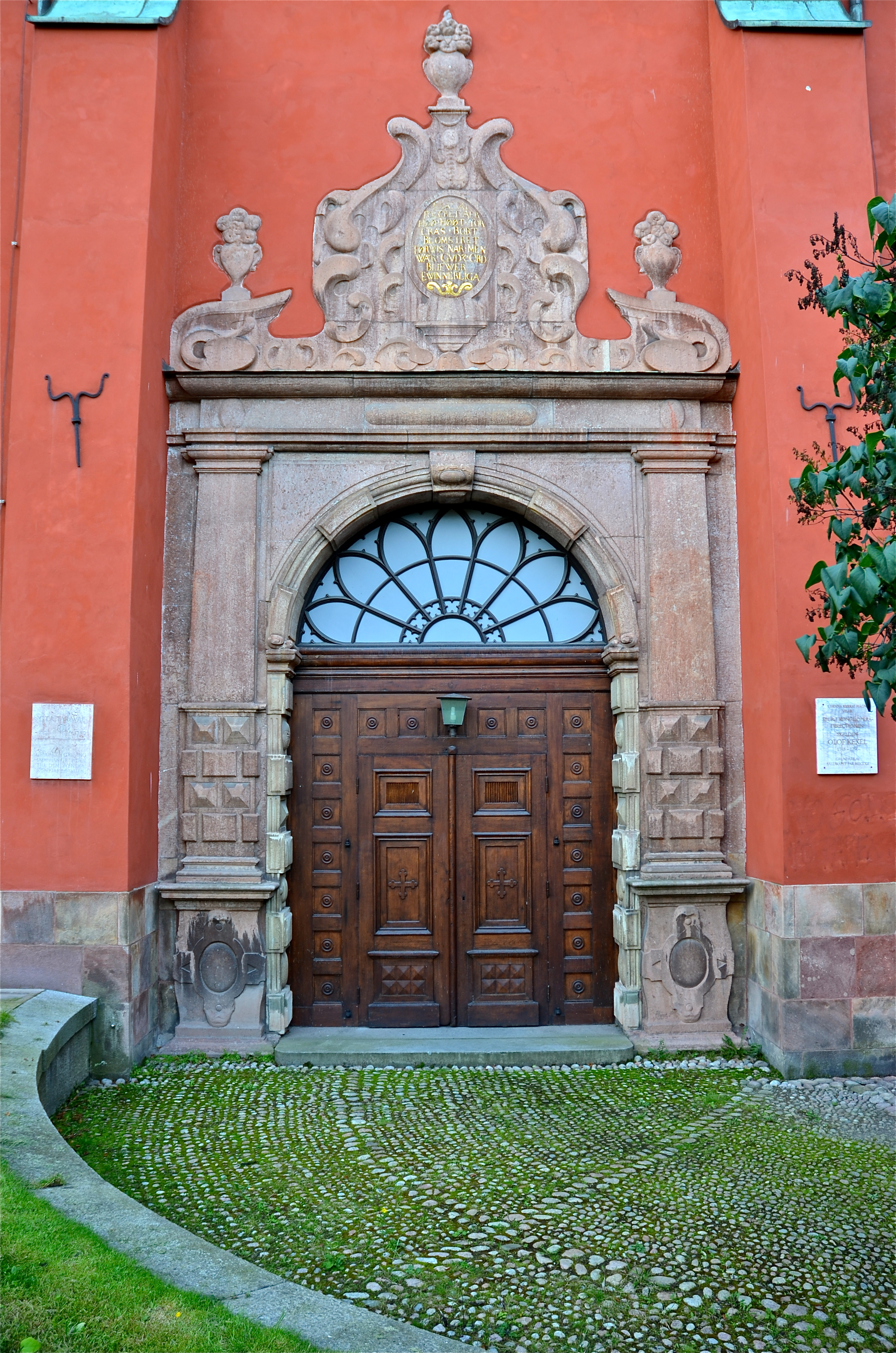
Sankt Jacobs kyrka, Stockholm med den norra sandstensportalen.